# Laak (Davao de Oro)
Laak is een gemeente in de Filipijnse provincie Davao de Oro op het eiland Mindanao. Bij de laatste census in 2007 had de gemeente bijna 67 duizend inwoners.

## Geografie

### Bestuurlijke indeling
Laak is onderverdeeld in de volgende 40 barangays:
| - Aguinaldo - Amor Cruz - Ampawid - Andap - Anitap - Bagong Silang - Banbanon - Belmonte - Binasbas - Bullucan - Cebulida - Concepcion - Datu Ampunan - Datu Davao | - Doña Josefa - El Katipunan - Il Papa - Imelda - Inacayan - Kaligutan - Kapatagan - Kidawa - Kilagding - Kiokmay - Laac - Langtud - Longanapan | - Mabuhay - Macopa - Malinao - Mangloy - Melale - Naga - New Bethlehem - Panamoren - Sabud - San Antonio - Santa Emilia - Santo Niño - Sisimon |

## Demografie
Laak had bij de census van 2007 een inwoneraantal van 66.607 mensen. Dit zijn 7.157 mensen (12,0%) meer dan bij de vorige census van 2000. De gemiddelde jaarlijkse groei komt daarmee uit op 1,58%, hetgeen lager is dan het landelijk jaarlijks gemiddelde over deze periode (2,04%). Vergeleken met de census van 1995 is het aantal mensen met 15.534 (30,4%) toegenomen.

De bevolkingsdichtheid van Laak was ten tijde van de laatste census, met 66.607 inwoners op 768 km², 86,7 mensen per km².